# Ischiopsopha hyla
Ischiopsopha hyla är en skalbaggsart som beskrevs av Heller 1895. Ischiopsopha hyla ingår i släktet Ischiopsopha och familjen Cetoniidae. Inga underarter finns listade i Catalogue of Life.